# Joaquim Pacheco
Pour les articles homonymes, voir Pacheco.
Joaquim Pacheco, de son nom complet Joaquim Pedro Pacheco, est un footballeur portugais né le 30 mars 1926 à  Macao alors colonie portugaise. Il évoluait au poste de défenseur.

## Biographie

### En club
Joaquim Pacheco débute avec la PSP Macao en 1946,.
En 1950, il rejoint la métropole et le Sporting CP,.
Avec les Lions, Joaquim Pacheco est sacré Champion du Portugal à trois reprises en 1951, 1953 et en 1958,.
Il est transféré au Leixões SC en 1959. Avec le Leixões, il remporte la Coupe du Portugal en 1961, fait historique pour le club de Matosinhos,.
Pacheco raccroche les crampons à l'issue de la saison 1961-1962,.
Il dispute un total de 176 matchs pour 9 buts marqués en première division portugaise,. En compétitions européennes, il dispute cinq matchs en Coupe des clubs champions et quatre matchs en Coupe des vainqueurs de coupe pour aucun but marqué.

### En équipe nationale
International portugais, il reçoit une unique sélection en équipe du Portugal le 22 décembre 1957, il dispute un match de qualification pour la Coupe du monde 1958 contre l'Italie (défaite 0-3 à Milan).

## Palmarès
| Sporting - Championnat du Portugal (3) : - Champion : 1950-51, 1952-53 et 1957-58. |  | Leixões SC - Coupe du Portugal (1) : - Vainqueur : 1960-61. |